# لوئیز گوفین
لوئیز گوفین (انگلیسی: Louise Goffin؛ زادهٔ ۲۳ مارس ۱۹۶۰) خواننده-ترانه‌پرداز، تهیه‌کننده اهل ایالات متحده آمریکا است. وی از سال ۱۹۷۴ میلادی تاکنون مشغول فعالیت بوده است.